# Station Lussac-les-Châteaux
Station Lussac-les-Châteaux is een spoorweghalte in de Franse gemeente Lussac-les-Châteaux. Zij wordt bediend door treinen van het netwerk TER Nouvelle-Aquitaine op het traject Limoges-Bénédictins - Poitiers.